# Équipe du Japon de football à la Coupe des confédérations 2005
L'Équipe du Japon de football participe à sa 1re Coupe des confédérations lors de l'édition 2005 qui se tient en Allemagne du 15 juin 2005 au 29 juin 2005. Elle se rend à la compétition en tant que vainqueur de la Coupe d'Asie 2004, le championnat d'Asie de Football.

## Résultats

### Phase de groupe
| Rang | Équipe  | Pts | J | G | N | P | Bp | Bc | Diff |
| ---- | ------- | --- | - | - | - | - | -- | -- | ---- |
| 1    | Mexique | 7   | 3 | 2 | 1 | 0 | 3  | 1  | +2   |
| 2    | Brésil  | 4   | 3 | 1 | 1 | 1 | 5  | 3  | +2   |
| 3    | Japon   | 4   | 3 | 1 | 1 | 1 | 4  | 4  | 0    |
| 4    | Grèce   | 1   | 3 | 0 | 1 | 2 | 0  | 4  | -4   |

#### Mexique - Japon
| 16 juin 2005                      | Japon          | 1 - 2 | Mexique                 | AWD-Arena, Hanovre                              |                                                 |
| 18:00 · Historique des rencontres | Yanagisawa 12e |       | Zinha 39e · Fonseca 64e | Spectateurs : 24 036 Arbitrage : Matthew Breeze | Spectateurs : 24 036 Arbitrage : Matthew Breeze |
| 18:00 · Historique des rencontres | (Rapport)      |       |                         | Spectateurs : 24 036 Arbitrage : Matthew Breeze | Spectateurs : 24 036 Arbitrage : Matthew Breeze |

| JAPON:          |    |                        |       |     |
|                 |    |                        |       |     |
| GB              | 1  | Yoshikatsu Kawaguchi   |       |     |
| DC              | 2  | Makoto Tanaka          |       |     |
| DC              | 5  | Tsuneyasu Miyamoto (c) |       |     |
| DC              | 3  | Takayuki Chano         |       | 82e |
| MD              | 21 | Akira Kaji             | 90+2e |     |
| MC              | 7  | Hidetoshi Nakata       |       |     |
| MC              | 15 | Takashi Fukunishi      |       |     |
| MG              | 14 | Alex                   |       |     |
| MD              | 10 | Shunsuke Nakamura      |       | 59e |
| AT              | 8  | Mitsuo Ogasawara       |       | 68e |
| AC              | 13 | Atsushi Yanagisawa     |       |     |
| Substitutions : |    |                        |       |     |
| MC              | 18 | Junichi Inamoto        |       | 59e |
| AC              | 16 | Masashi Oguro          |       | 68e |
| AC              | 9  | Keiji Tamada           |       | 82e |
| Manager :       |    |                        |       |     |
| Zico            |    |                        |       |     |

| MEXIQUE:         |    |                      |  |     |
|                  |    |                      |  |     |
| GB               | 1  | Oswaldo Sánchez      |  |     |
| ArD              | 5  | Ricardo Osorio       |  |     |
| DC               | 18 | Salvador Carmona     |  |     |
| DC               | 2  | Aarón Galindo        |  |     |
| ArG              | 3  | Carlos Salcido       |  |     |
| MD               | 17 | Francisco Fonseca    |  | 86e |
| MC               | 6  | Gerardo Torrado      |  | 46e |
| MC               | 8  | Pável Pardo (c)      |  |     |
| MG               | 21 | Jaime Lozano         |  | 46e |
| AT               | 7  | Zinha                |  |     |
| AC               | 9  | Jared Borgetti       |  |     |
| Changements :    |    |                      |  |     |
| MC               | 14 | Gonzalo Pineda       |  | 46e |
| MC               | 22 | Luis Ernesto Pérez   |  | 46e |
| MC               | 20 | Juan Pablo Rodríguez |  | 86e |
| Manager :        |    |                      |  |     |
| Ricardo La Volpe |    |                      |  |     |

| Assistants : Matthew Cream Jim Ouliaris Quatrième Arbitre : Carlos Chandía |

#### Grèce - Japon
| 19 juin 2005                      | Grèce     | 0 - 1 | Japon     | Waldstadion, Francfort                          |                                                 |
| 18:00 · Historique des rencontres |           |       | Oguro 76e | Spectateurs : 34 314 Arbitrage : Herbert Fandel | Spectateurs : 34 314 Arbitrage : Herbert Fandel |
| 18:00 · Historique des rencontres | (Rapport) |       |           | Spectateurs : 34 314 Arbitrage : Herbert Fandel | Spectateurs : 34 314 Arbitrage : Herbert Fandel |

| GRECE:          |    |                        |     |     |
|                 |    |                        |     |     |
| GB              | 1  | Antonios Nikopolidis   |     |     |
| DC              | 4  | Efstáthios Tavlarídis  |     | 31e |
| DC              | 14 | Panagiotis Fyssas      |     |     |
| DC              | 5  | Sotirios Kyrgiakos     |     |     |
| MD              | 23 | Vassilis Lakis         |     | 59e |
| MC              | 21 | Kóstas Katsouránis     |     |     |
| MC              | 6  | Angelos Basinas        |     |     |
| MG              | 20 | Giorgos Karagounis     | 54e |     |
| AtD             | 9  | Angelos Charisteas     |     |     |
| AtG             | 8  | Stelios Giannakopoulos |     |     |
| AC              | 15 | Zisis Vryzas (c)       |     | 46e |
| Remplacements : |    |                        |     |     |
| MC              | 10 | Vassilios Tsiartas     |     | 31e |
| AC              | 22 | Theofanis Gekas        |     | 46e |
| AC              | 11 | Dimitrios Papadopoulos |     | 59e |
| Manager :       |    |                        |     |     |
| Otto Rehhagel   |    |                        |     |     |

| JAPON:          |    |                        |     |     |
|                 |    |                        |     |     |
| GB              | 23 | Yoshikatsu Kawaguchi   |     |     |
| ArD             | 21 | Akira Kaji             |     |     |
| DC              | 2  | Makoto Tanaka          |     |     |
| DC              | 5  | Tsuneyasu Miyamoto (c) |     |     |
| ArG             | 14 | Alex                   | 83e |     |
| MD              | 8  | Mitsuo Ogasawara       |     | 74e |
| MC              | 7  | Hidetoshi Nakata       |     |     |
| MC              | 15 | Takashi Fukunishi      |     |     |
| MG              | 10 | Shunsuke Nakamura      |     | 89e |
| AC              | 9  | Keiji Tamada           |     | 66e |
| AC              | 13 | Atsushi Yanagisawa     |     |     |
| Remplacements : |    |                        |     |     |
| AC              | 16 | Masashi Oguro          |     | 66e |
| MC              | 4  | Yasuhito Endō          |     | 74e |
| MC              | 6  | Kōji Nakata            |     | 89e |
| Manager :       |    |                        |     |     |
| Zico            |    |                        |     |     |

| Assistants : Carsten Kadach Volker Wezel Quatrième arbitre : Carlos Amarilla |

#### Brésil - Japon
| 22 juin 2005                      | Japon                    | 2 - 2 | Brésil                       | RheinEnergieStadion, Cologne                  |                                               |
| 20:45 · Historique des rencontres | Nakamura 27e · Oguro 88e |       | Robinho 10e · Ronaldinho 39e | Spectateurs : 44 922 Arbitrage : Mourad Daami | Spectateurs : 44 922 Arbitrage : Mourad Daami |
| 20:45 · Historique des rencontres | (Rapport)                |       |                              | Spectateurs : 44 922 Arbitrage : Mourad Daami | Spectateurs : 44 922 Arbitrage : Mourad Daami |

| JAPON :         |    |                        |     |     |
|                 |    |                        |     |     |
| GK              | 23 | Yoshikatsu Kawaguchi   |     |     |
| RB              | 21 | Akira Kaji             | 55e |     |
| CB              | 2  | Makoto Tanaka          |     |     |
| CB              | 5  | Tsuneyasu Miyamoto (c) |     |     |
| LB              | 14 | Alex                   | 28e |     |
| RM              | 8  | Mitsuo Ogasawara       |     | 46e |
| CM              | 7  | Hidetoshi Nakata       |     |     |
| CM              | 15 | Takashi Fukunishi      |     |     |
| LM              | 10 | Shunsuke Nakamura      |     |     |
| CF              | 9  | Keiji Tamada           |     | 46e |
| CF              | 13 | Atsushi Yanagisawa     |     | 73e |
| Remplacements : |    |                        |     |     |
| MF              | 6  | Kōji Nakata            | 35e | 46e |
| FW              | 16 | Masashi Oguro          |     | 46e |
| FW              | 11 | Takayuki Suzuki        |     | 73e |
| Manager :       |    |                        |     |     |
| Zico            |    |                        |     |     |

| BRESIL :                |    |                |     |     |
|                         |    |                |     |     |
| GK                      | 12 | Marcos         |     |     |
| RB                      | 13 | Cicinho        | 56e |     |
| CB                      | 3  | Lúcio          |     |     |
| CB                      | 14 | Juan           |     |     |
| LB                      | 16 | Léo            |     |     |
| RM                      | 8  | Kaká           |     | 62e |
| CM                      | 17 | Gilberto Silva |     |     |
| CM                      | 11 | Zé Roberto     | 66e | 78e |
| LM                      | 10 | Ronaldinho (c) |     |     |
| CF                      | 7  | Robinho        |     |     |
| CF                      | 9  | Adriano        |     | 62e |
| Remplacements :         |    |                |     |     |
| MF                      | 19 | Renato         |     | 62e |
| MF                      | 20 | Júlio Baptista |     | 62e |
| MF                      | 22 | Edu            |     | 78e |
| Manager :               |    |                |     |     |
| Carlos Alberto Parreira |    |                |     |     |

| Assistants : Taoufik Adjengui Ali Tomusange Quatrième arbitre : Shamsul Maidin |

## Effectif
Sélectionneur :  Otto Rehhagel
| No. | Pos.      | Joueur                | Date de naissance et âge | Sélec. | Club                      |
| --- | --------- | --------------------- | ------------------------ | ------ | ------------------------- |
| 1   | Gardien   | Seigo Narazaki        | 11 avril 1976            | 48     | Nagoya Grampus            |
| 2   | Défenseur | Makoto Tanaka         | 8 août 1975              | 22     | Júbilo Iwata              |
| 3   | Défenseur | Takayuki Chano        | 23 novembre 1976         | 4      | JEF United Ichihara Chiba |
| 4   | Milieu    | Yasuhito Endō         | 28 janvier 1980          | 33     | Gamba Osaka               |
| 5   | Défenseur | Tsuneyasu Miyamoto    | 7 février 1977           | 53     | Gamba Osaka               |
| 6   | Milieu    | Kōji Nakata           | 9 juillet 1979           | 49     | Marseille                 |
| 7   | Milieu    | Hidetoshi Nakata      | 22 janvier 1977          | 64     | Fiorentina                |
| 8   | Milieu    | Mitsuo Ogasawara      | 5 avril 1979             | 36     | Kashima Antlers           |
| 9   | Attaquant | Keiji Tamada          | 11 avril 1980            | 26     | Kashiwa Reysol            |
| 10  | Milieu    | Shunsuke Nakamura     | 24 juin 1978             | 50     | Reggina Calcio            |
| 11  | Attaquant | Takayuki Suzuki       | 5 juin 1976              | 52     | Kashima Antlers           |
| 12  | Gardien   | Yoichi Doi            | 25 juillet 1973          | 2      | FC Tokyo                  |
| 13  | Attaquant | Atsushi Yanagisawa    | 27 mai 1977              | 47     | ACR Messine               |
| 14  | Défenseur | Alessandro dos Santos | 20 juillet 1977          | 53     | Urawa Red Diamonds        |
| 15  | Milieu    | Takashi Fukunishi     | 1er septembre 1976       | 48     | Júbilo Iwata              |
| 16  | Attaquant | Masashi Oguro         | 4 mai 1980               | 6      | Gamba Osaka               |
| 17  | Milieu    | Atsuhiro Miura        | 24 juin 1974             | 25     | Vissel Kobe               |
| 18  | Milieu    | Junichi Inamoto       | 18 septembre 1979        |        | West Bromwich Albion      |
| 19  | Milieu    | Masashi Motoyama      | 20 juin 1979             | 22     | Kashima Antlers           |
| 20  | Défenseur | Keisuke Tsuboi        | 16 septembre 1979        | 24     | Urawa Red Diamonds        |
| 21  | Défenseur | Akira Kaji            | 13 janvier 1980          | 29     | FC Tokyo                  |
| 22  | Défenseur | Teruyuki Moniwa       | 8 septembre 1981         | 3      | FC Tokyo                  |
| 23  | Gardien   | Yoshikatsu Kawaguchi  | 15 août 1975             | 73     | Júbilo Iwata              |

## Navigation